# François Rivière
Œuvres principales
- Albany (Dargaud, 1977)
- Le dernier crime de Celia Gordon (Seuil 1979)
- Agatha Christie, “duchesse de la mort” : biographie (Le Seuil, 1981)
- Le Privé d’Hollywood (Dupuis, 1985)
- Frédéric Dard ou la vie privée de San-Antonio (Fleuve Noir, 1999)
- Le Mariage de Kipling (Robert Lafont, 2011)
- Villa Mauresque (La table ronde, 2013)

Pour les articles homonymes, voir Rivière (homonymie) et François Rivière (homonymie).
François Rivière, né le 23 avril 1949 à Saintes, en Charente-Maritime, est un romancier, biographe, critique littéraire (Le Figaro), éditeur, traducteur  et auteur de plusieurs ouvrages sur la littérature policière et la littérature d'enfance et de jeunesse. Il est aussi scénariste de bande dessinée.

## Biographie
Il fait des études au lycée classique de Saintes, puis à l'institut Saint-Joseph de Fontenay-le-Comte, établissement qui lui inspirera Le Somnambule de Genève (1997). Il monte à Paris en 1969 et devient libraire, puis journaliste. Il amorce en parallèle une carrière de critique littéraire. Avant de devenir scénariste de bande dessinée, il publie un premier ouvrage d'études consacré à L'école d'Hergé, chez Glénat en 1976. L'année suivante, en compagnie de Floc'h, il donne naissance à Albany dans Pilote.
En 1978, il se retrouve au sommaire du mensuel (À suivre), où, parallèlement à diverses chroniques consacrées aux grands feuilletonistes (Gaston Leroux, Paul Féval, Eugène Sue…), il entreprend plusieurs histoires brèves dessinées par Andréas.
En 1983, s'associant pour l'écriture avec José-Louis Bocquet, il se lance dans Le privé d'Hollywood, une bande dessinée policière réalisée par Philippe Berthet.
En 1985, pour Le Journal de Tintin, puis Hello Bédé, il collabore avec Gabrielle Borile et rédige le texte de Victor Sackville, une série dessinée par Francis Carin.
En 1990, il écrit Peter Pan : le lagon aux sirènes avec Pierre et Danard (aux éditions Alpen).
En 1995, il adapte Le Crime de l'Orient-Express avec Jean-François Miniac (aux éditions Lefrancq, Bruxelles), puis Mort sur le Nil en 1996 avec les mêmes.
Imprégnés du parfum du passé, mêlant intimement les références littéraires et bédéphiles, les scénarios de François Rivière marquent l'imaginaire en recherchant en concilier originalité, charge émotionnelle et finesse de l'intrigue. François Rivière intègre dans l'univers contemporain les influences des grands auteurs anglo-saxons, de Poe à Sylvia Plath, en passant par Henry James, Agatha Christie et Edith Wharton. Fabriques et Le Dernier crime de Celia Gordon, ses premiers romans publiés au Seuil, témoignent tout à la fois de ces influences et de l'ambition qu'ils portaient.
« L'art narratif de Rivière atteint sans doute son apogée avec la série Albany », sur un dessin de Floc'h, chez Dargaud. Inspirée par les romans d'Agatha Christie et les films d'Alfred Hitchcock, la série multiplie les mises en abyme successives au sein du récit, à la façon d'un Borgès.
François Rivière est l'auteur de nombreux romans, essais ou bibliographies, parmi lesquels : Fabriques (Le Seuil, 1977), Le Manuscrit d'Orvileda (un livre pour enfants illustré par Jean-Michel Nicollet chez Hachette, 1980), Agatha Christie, duchesse de la mort (Le Seuil, 1981), Silence, on tue ! (une fiction policière mise en images par Benoît Sokal chez Nathan en 1990), J. M. Barrie, l'enfant qui ne voulait pas grandir (Calmann-Lévy, 1991), Les ailes de Peter Pan (Le Seuil, 1993, illustré par René Follet), La Damnation d'Edgar P. Jacobs (avec Benoît Mouchart, Seuil-Archimbaud, 2003). Il a récemment fait paraître un ouvrage illustré sur Agatha Christie : Agatha Christie - La romance du crime (Éditions de La Martinière, 2012).

## Œuvre

### Romans
- Fabriques (Seuil coll. « Fiction & Cie » no 13, 1977)
- Le Dernier Crime de Celia Gordon (Seuil coll. « Fiction & Cie » no 33, 1979)
- Profanations (Seuil coll. « Fiction & Cie » no 52, 1982)
- Tabou (Seuil coll. « Fiction & Cie » no 72, 1985)
- Julius exhumé (Seuil coll. « Fiction & Cie » no 124, 1990)
- Jeux d’enfance (Du May coll. « Album de Famille », 1992)
- Kafka (novélisation du film de Steven Soderbergh) (Calmann, 1992)
- L'Usine à rêves (Robert Lafont, 2009)
- Le Mariage de Kipling (Robert Lafont, 2011)
- Villa Mauresque (La Table ronde, 2013)
- Un garçon disparaît (Rivages, 2014)
- Agatha, es-tu là ?, avec Nicolas Perge (Le Masque, 2016)
- Le Secret d'Irvin (Rivages, 2021)
- De l'assassinat considéré comme une affaire de femmes, Calmann-Lévy, 2024

### Policiers

#### Roman de la sériePurley & Odot, agents littéraires
- Le Livre de  Kipling (Masque no 2222, 1995)
- Le Colloque de Biarritz (Masque no 2274, 1996)
- Le Testament de Rebecca (Masque no 2364, 1998)
- Le Jardinier de Babbacombe (Masque coll. « Grand Format », 2000)

#### TrilogieBlasphème
1. Le Somnambule de Genève (Masque coll. « Grand Format », 1997)
2. En enfer avec James Whale (Masque coll. « Grand Format », 1999)
3. La Bibliothèque souterraine (Masque coll. « Grand Format », 2002).

### Nouvelles
- Le Solitaire de Shark’s Beach (avec Berthet et Bocquet) (in Journal de Spirou no 2431, 1984)
- Le Noël de Jeff Bridge (avec Berthet et Bocquet) (in Journal de Spirou no 2436, 1984)
- Un Oscar pour Roy Carson (avec Berthet et Bocquet) (in Journal de Spirou no 2475, 1984)
- Peter Pan était trop belle (in Frissons de Noël, Masque“ Grand Format”, 1998)
- Dans les vapeurs du Nil (in Le Magazine de l’optimum no 43, 2001)
- Le Mystère du chat romain (in Griffes de sang, Masque “Grand Format”, 2003)
- Un ange vous parle (in Noirs complots, anthologie sous la dir. de Pierre Lagrange, Manitoba-Belles Lettres, coll. "Le grand cabinet noir", 2003)
- Une drôle de tête (in Noirs scalpels, dir. Martin Winckler, Le Cherche-Midi "NéO" no 3, 2005)
- La Villa du Crépuscule (in Sable noir, dir. Laurent Chollet, J'ai lu "Policier" no 7952, 2006)
- L'Énigme Agatha Christie (in Complots capitaux, dir. Olivier Delcroix, Le Cherche-Midi "NéO" no 11, 2008)

### Essais
- L’École d’Hergé : logicien du rêve (Glénat “B.Documents” no 1, 1976)
- Jules Verne, images d’un mythe (Veyrier, 1978)
- Le Mensonge - Chronique des années de crise, Ed. Encres, 1978  (ISBN 2-86222-005-1)
- Grand-Guignol / avec Gabrielle Wittkop (Veyrier, 1979)
- Papiers de famille (Alain de Gueldre, 1979)
- Agatha Christie, “duchesse de la mort” : biographie, éditions du Seuil, coll. « Fiction & Cie » no 44, Paris, 1981, 186 p.,  (ISBN 2-02-005793-X).
  - Réédition, sous le titre « Agatha Christie, duchesse de la mort : biographie » : éditions du Masque, Paris, 2001, 285 p.-16 p. de planches illustrées,  (ISBN 2-7024-7931-6).
  - Réédition au format de poche, sans illustrations, sous le titre simplifié « Agatha Christie, duchesse de la mort » : éditions Librairie générale française, coll. « Le Livre de poche » no 31092, Paris, septembre 2008, 286 p.,  (ISBN 978-2-253-12619-5).
- Souvenir d’Enid Blyton (Ramsay “Affinités électives”, 1982 ; L'Herbe qui tremble, 2023)
- Un personnage de romans (Pierre Horay “Littérature buissonnière”, 1987)
- Les Couleurs du noir : biographie d’un genre (Chêne, 1989)
- J.M. Barrie, l’enfant qui ne voulait pas grandir (Calmann “Biographie”, 1991)
- Le Club de la rue Morgue : l’art de filer les livres à l’anglaise (Hatier “Brèves Littérature”, 1995)
- Les Promenades d’Agatha Christie (avec J.-B. Naudin) (Chêne “Les Promenades”, 1995)
- Frédéric Dard, ou la vie privée de San-Antonio (Fl.N “Biographie”, 1999)
- Edgar P. Jacobs ou Les entretiens du Bois des Pauvres (Carabe, 2000).
- Un long et merveilleux suicide : regard sur Patricia Highsmith - Éditions Calmann-Lévy - 2003
- La Damnation d'Edgar P. Jacobs, en collaboration avec Benoît Mouchart, éditions Seuil-Archimbaud, 2003 et coll. Points Seuil Essais, 2006  (ISBN 2-020-60530-9) et  (ISBN 2-020-85505-4)
- Hergé : portrait intime du père de Tintin, avec Benoît Mouchart (Robert Laffont, 2011, rééd. 2016)
- L'Attrape-livres ou La vie très privée d'une maison d'édition, avec Frédéric Rébéna (Robert Laffont, 2011)
- Agatha Christie - La romance du crime (Éditions de La Martinière, 2012)
- Le Divin Chesterton (Rivages, 2015)
- Épitaphe pour Alfred Hitchcock (Payot "Document", 2018)
- Edgar P. Jacobs. Un pacte avec Blake et Mortimer, biographie (avec Benoît Mouchart). (Les Impressions Nouvelles, 2021)
- Confessions d'un amateur de bande dessinée belge (Les Impressions Nouvelles, 2025)

### Bandes dessinées

#### SérieAlbany, avecFloc'h
1. Le Rendez-vous de Sevenoaks (prépubl. in Pilote du no 35 au no 40, 1977 / Dargaud, 1977)
2. Le Dossier Harding (prépubl. in Pilote du no 73 au no 77, 1980 / Dargaud, 1980)
3. À la recherche de Sir Malcolm (prépubl. in Pilote du no 112 au no 118, 1983-1984 / Dargaud, 1984)
4. À propos de Francis par Olivia Sturgess (Dargaud, 1992)
5. Une trilogie anglaise (Dargaud, 1992, Sélection les 30 indispensables d’Angoulême 1993, Mention spéciale du jury d’Angoulême 1996).
6. Olivia Sturgess : 1914-2004 (Dargaud, 2005)

#### SérieBlitz, avecFloc'h
1. Blitz (prépubl. in Le Matin du 04-01-1982 au 04-11-1982 / A. Michel, 1983)
2. Underground / Fausse Alerte (prépubl. in L’Écho des Savanes, 1996 / A. Michel, 1996).
3. Black Out et autres histoires du Blitz (Dargaud, 2009)
4. La Trilogie du Blitz (Dargaud, 2011)

#### SérieAgatha Christie
1. Le Crime de l’Orient-Express (avec Jean-François Miniac) (Lefrancq coll. « BDétectives », 1995)
2. L’Adversaire secret : Mister Brown (avec Frank Leclercq) (Lefrancq coll. « BDétectives », 1995)
3. Mort sur le Nil (avec J.-F. Miniac) (Lefrancq “BDétectives”, 1996)
4. Dix petits nègres (avec F. Leclercq) (Lefrancq “BDétectives”, 1996)[4]
5. La Nuit qui ne finit pas (avec F. Leclercq) (Lefrancq “BDétectives”, 1997)
6. Le Secret de Chimneys (avec L. Suhner) (EP “Agatha Christie” no 1, 2002)

#### SérieVictor Sackville, avecGabrielle BorileetFrancis Carin
1. Le Code Zimmermann I : L’Opéra de la Mort (prépubl. in  Pourquoi pas, 1986 / Lombard, 1986)
2. Le Code Zimmermann II : Le Prédicateur fou (Lombard, 1986)
3. Le Miroir du Sphinx (prépubl. in  Tintin du no 648 au no 657, 1988 / Le Lombard, 1988)
4. Le Loup des Ardennes (prépubl. in Hello Bédé du no 1 au no 7, 1989 / Le Lombard, 1989)
5. Mort sur la Tamise (prépubl. in Hello Bédé du no 34 au no 59, 1990 / Le Lombard, 1991)
6. L’Otage de Barcelone (prépubl. in Hello Bédé du no 100 au no 109, 1991 / Le Lombard, 1991, Prix CORI 1993 Maisons-Laffitte)
7. Pavel Strana I : La Nuit de Prague (prépubl. in Hello Bédé du no 140 au no 149, 1992 / Le Lombard, 1992)
8. Pavel Strana II : Pacte à Lucerne (prépubl. in Hello Bédé du no 172 au no 181, 1993 / Le Lombard, 1993)
9. L’Imposteur (Le Lombard, 1994)
10. La Cigogne noire (Le Lombard, 1995)
11. Piège à Baden-Baden (Le Lombard, 1996, Prix de la presse BD Durbuy)
12. Opération Z26-B (Le Lombard, 1997)
13. Monsieur Tadjeff (Le Lombard, 1998)
14. Le Concerto de Bettina (Le Lombard, 1999)
15. Le Magicien de Brooklyn (Le Lombard, 2000)
16. Duel à Sirmione (Le Lombard, 2001)
17. L’Échiquier Anderson (Le Lombard, 2002)
18. L’Homme de Berlin (Le Lombard, 2003)
19. La Nonne de Québec (Le Lombard, 2005)
20. Le Chiffre romain (Le Lombard, 2007)
21. Le Disparu du Train bleu (Le Lombard, 2008)
22. Frontière nord (Le Lombard, 2009)
23. Le Derviche d'Hollywood (Le Lombard, 2010)

#### SérieMaître Berger, avecPatrick Dumas
1. L’Héritier de Rochemont (prépubl. in Circus du no 72 au no 80, 1984 / Glénat, 1984)
2. La Veuve de Confolens : le mystère Cordula (prépubl. in Circus du no 91 au no 97, 1985-1986 / Glénat, 1986)
3. Le Pensionnaire de Saint-Vincent (prépubl. in Circus du no 103 au no 109, 1986-1987 / Glénat “Circus aventure”, 1987)
4. Le Sorcier de la Falaise (prépubl. in Circus du no 119 au no 123, 1988/ Glénat “Circus aventure”, 1989)
5. La Cousine de Mme Berger (Glénat “Circus aventure”, 1990)
6. La Vengeresse (Glénat “Circus aventure”, 1991)
7. Marie-Sanglante (Glénat “Circus aventure”, 1993).

#### SérieLe Privé d'Hollywood, avecJosé-Louis BocquetetPhilippe Berthet
- 1- Le Privé d’Hollywood (prépubl. in  Spirou du no 2372 au no 2375, 1983 / Dupuis “Berthet” no 1, 1985, Sonnaille d’Argent au Festival 1984 de B.D. à Sierre)
- 2- Amerika (prépubl. in  Spirou du no 2505 au no 2508, 1986 / Dupuis “Berthet” no 4, 1986)
- 3- Retour de Flamme (prépubl. in  Spirou du no 2695 au no 2704, 1989-1990 / Dupuis Repérages “Berthet” no 7, 1990)
- HS- Le Privé d’Hollywood : édition intégrale (Dupuis Repérages, 1999).

#### SérieJules Verne, avec Serge Micheli
1. Un drame en Livonie (Masque “Atmosphères”, 1999) [5]
2. Le Voyage sous les eaux (EP “Atmosphères”, 2003).

#### SérieOutsiders, avecJean-François Miniac
1. Le Couronnement du Professeur Clegg (Glénat “Bulle noire”, 1998)
2. Créatures de cauchemar (Glénat “Bulle noire”, 1999)
3. La Revanche de Ronald Blank (Glénat “Bulle noire”, 2000).

#### SérieSydney Bruce, avecFrancis Carin
- 1- L’Indien bleu (prépubl. in Circus du no 101 au no 107, 1986-1987 / Glénat “Circus aventure”, 1987)
- 2- La Révélation de Clack Manann (prépubl. in Circus du no 120 au no 123, 1988 / Glénat “Circus aventure”, 1989)
- HS- Sydney Bruce : intégrale (Place du Sablon, 2015)
- 3- Le Signe de Sokari (Place du Sablon, 2019)

#### SérieThierry Laudacieux, avec Alain Goffin
1. Le Réseau Madou (prépubl. in (À suivre) du no 41 au no 44, 1981 / Casterman “Un auteur à suivre”, 1982 ; rééd. Dargaud, 2017)[6]
2. La Mine de l’Étoile (prépubl. in (À suivre) du no 69 au no 72, 1983-1984 / Casterman “Un auteur à suivre”, 1984).

#### SérieLa Madone de Pellini, avec Riccardo Federici
1. Lamb House (Robert Laffont, 2008 ; rééd. Delcourt, 2010)
2. L'Orphelinat de Rosewood (Delcourt, 2010)

#### SérieBenjamin Blackstone, avec Nicolas Perge & Javier Sanchez Casado
1. L'Île de la jungle (Casterman, 2016)
2. La Mystérieuse Odyssée de la clé perdue (Casterman, 2017)

#### Albums isolés
- Révélations posthumes (avec Andreas) (prépubl. in (À suivre) nos 6/7,11,25,30,35, 1978-1980 / Bédérama, 1981)[7].
- 38e parallèle (avec José-Louis Bocquet et Jean-François Biard) (prépubl. in L'Écho des savanes 1988 / A. Michel, 1988)
- Le Lagon aux sirènes (d’après J. M. Barrie, avec J.-P. Danard et François Pierre) (Alpen Publishers, 1990)
- La Croix de saphir (d’après G. K. Chesterton, avec Yves Urbain) (Lefrancq “BDétectives” no 11, 1991).
- Cocteau, l’enfant terrible - (scénario) avec Laureline Mattiussi (dessin) Éditions Casterman, 2020  (ISBN 9782203131767)
- La Fiancée du Dr Septimus (avec Jean Harambat), Éditions Blake et Mortimer, 2021.

#### Bandes dessinées dans la presse
- Ciseaux (avec Hutchinson) (in Métal hurlant no 29, 1978)
- Candide d’après Voltaire raconté par François Rivière (avec Monsieur Picotto) (in Les Nouvelles Littéraires, 1980)
- Retour à Wan River (avec Armand Hui Bon Hoa (in Pilote no 98 bis, 1982)
- Anvers quai 117 (roman-photo, avec Benoît Peeters et Marie-Françoise Plissart) (in Spirou album + no 3, suppl. au no 2318 du 16-09-1982)
- L’Ovni d’Argenteuil (avec Moons & Peeters) (in Journal de Spirou du no 2363 au no 2370, 1983)
- E.P. Jacobs dans le théâtre du mystère (avec Francis Carin) (in Tintin no 49, 1984)
- Charlie Chaplin le Gosse de Londres (avec Carin) (in Super Tintin-stars no 28, 1985)
- Exhumation : récit de Marc Lemaire (avec J. Benoît) (in 813 no 36, 1991)

### Albums pour la jeunesse
- Le Manuscrit d’Orvileda (avec Jean-Michel Nicollet) (Hachette “Éclipse”, 1980)
- Silence, on tue ! (avec Benoît Sokal) (Nathan “Nuits noires”, 1990)
- Les Ailes de Peter Pan (avec René Follet et Françoise Balibar) (Seuil “La Dérivée”, 1993)
- Meurtre en miniature (avec Floc'h) (Dargaud, 1994).

### Romans pour la jeunesse
- Les Mystères de Ker-Even suivi de Enquête extra-lucide (Nathan “Arc-en-poche” no 874, 1990)
- Mystère au cirque Reco (Le Livre de Poche Jeunesse no 657, 1998).

#### SérieJonathan Cap
1. Les Formules de Zoltan (Nathan “Arc-en-poche” no 851, 1986)
2. Jonathan Cap superstar (Nathan “Arc-en-poche” no 852, 1986)
3. Les Chevaliers de Satan (Nathan “Arc-en-poche” no 853, 1986)
4. La Clinique du docteur K (Nathan “Arc-en-poche” no 854, 1986)
5. Le Labyrinthe du Jaguar (Nathan “Arc-en-poche” no 855, 1986)
6. La Samba du fantôme (Nathan “Arc-en-poche” no 856, 1986)
7. La Guitare survoltée (Nathan “Arc-en-poche” no 857, 1986)
8. Racket à Roland-Garros (Nathan “Arc-en-poche” no 858, 1987)
9. Drôle de jeu de rôles (Nathan “Arc-en-poche” no 859, 1987)
10. Adios alligator (Nathan “Arc-en-poche” no 860, 1987)
11. Le Spectre du mandarin (Nathan “Arc-en-poche” no 867, 1988)
12. Rififi à la bibli (Nathan “Arc-en-poche” no 868, 1988)
13. Le Gorille de Kivou (Nathan “Arc-en-poche” no 862, 1988)
14. Le Fiancé de la pirate (Nathan “Arc-en-poche” no 864, 1988)
15. Chapeau, l’espion ! (Nathan “Arc-en-poche” no 878, 1989)
16. Bus pour l’enfer (Nathan “Arc-en-poche” no 879, 1989)
17. SOS Oslo (Nathan “Arc-en-poche” no 880, 1989)
18. Panique au Vatican (Nathan “Arc-en-poche” no 875, 1989).

### Traductions
- Lettres d’Arkham : correspondance choisie, de H. P. Lovecraft (Glénat “Marginalia”, 1975)
- Cartes fantasques, réunies et présentées par William Guellette (Veyrier, 1975)
- Le Saigneur de la jungle (The Adventure of the peerless peer, de Philip José Farmer) avec Michael Bbreitnet (Glénat “Marginalia”, 1975)
- La Foire aux atrocités (The Atrocity exhibition, de J.G. Ballard) (Champ libre “Chute libre” no 14, 1976)
- Le Pourvoyeur de cadavres : contes, de Robert Louis Stevenson (Glénat “Marginalia”, 1976)
- La Colère de Fu-Manchu (The Wrath of Fu-Manchu, de Sax Rohmer) avec Michael Breitner (Glénat “Marginalia”, 1976)
- Épitaphe pour un espion (Epitaph for a spy, de Eric Ambler) (Humanoïdes associés “Les Œuvres d’Eric Ambler”, 1978)
- Rêves yankees (recueil de nouvelles de Henry James) (Veyrier “Domaines”, 1978). Rééd. sous le titre La Madone du futur et autres nouvelles (10/18 no 3133, 1999)
- Une vente de charité (The Field Bazaar, de Arthur Conan Doyle) in Détectives and C° (Nathan “Arc-en-poche” no 159, 1984)
- Le Vampire du village (The Vampire of the Village, de G. K. Chesterton) in Détectives and C° (Nathan “Arc-en-poche” no 159, 1984).

### Articles fondamentaux dans des ouvrages collectifs
- Trajectoires et labyrinthes de la peur dans l’œuvre de Jacobs in Jacobs, 30 ans de bandes dessinées (Alain Littaye, 1973)
- Un garçon disparaît ou le roman de Mathieu Sorgues (in Europe : Pierre Véry no 636, 1982)
- Auguste Le Breton : langue verte et noirs dessins (in N comme nouvelles no 7, 1987)
- L’un commence, l’autre continue (in Europe : Jules Verne nos 595-596, 1978)
- Raymond Roussel et la fiction spéculative (in Univers 09, J'ai Lu “Univers” no 9, 1977)
- Les Mystères d’Ilbarritz (in La Lumière du sud-ouest d’après Roland Barthes, Le Festin, 1991)
- Le Royaume en péril (in La Fidélité : un horizon, un échange, une mémoire, Autrement série Morales no 1, 1991)
- Des lieux d’écriture (in Campagne anglaise : une symphonie pastorale, Autrement série Monde HS no 44, 1990)

### Direction d'anthologies
- La Fiction policière (Europe nos 571/572, 1976)
- Détectives and C° (Nathan “Arc-en-poche” no 159, 1984)
- Une poignée de main avec la mort : nouvelles d’Helen McCloy (NeO no 91, 1984)
- Femmes fatales (Masque “Grand Format”, 2003 et Masque coll. « Labyrinthes » no 127, 2004).
- Rendez-vous avec la peur : et autres contes fantastiques portés à l'écran (Cahiers du cinéma, 2005)
- Le Prisonnier d'Edimbourg : et autres récits / Robert Louis Stevenson, éd. établie et présentée avec Emmanuel Roussel (Robert Laffont "Bouquins, 2012)
- Les Chefs-d'œuvre de la littérature de jeunesse (Robert Laffont "Bouquins", 2013)
- Romans d'espionnage de la Grande Guerre (Robert Laffont "Bouquins", 2014)
- Le Parfum des voyages / Rudyard Kipling ; édition établie et présentée par François Rivière  (Robert Laffont "Bouquins", 2018)